# Nomada adusta
Nomada adusta är en biart som beskrevs av Smith 1875. Den ingår i släktet gökbin och familjen långtungebin. Inga underarter finns listade i Catalogue of Life.

## Beskrivning
Ett bi med ovalt, fram- och bakifrån tillplattat huvud och kort mellankropp. Huvud, mellankropp och bakkropp har rödbrun grundfärg hos honan, svartbrun till svart hos hanen, med kort, tunn, blekgul behåring. Främre delen av munskölden (clypeus), större delen av käkarna (hos hanen; hos honan endast basen), överläppen (labrum), kinderna och en fläck på vardera ögat är gula, medan antennerna är rödbruna. Honan har ett gult fält mitt på mellankroppen, medan hanen har gula markeringar på mellankroppens sidor, bakre del, skulderhörn och vingfästen. På bakkroppen har honan mörka sidofläckar och en mörk bakkant på tergit 1, ett brett gult tvärband på tergit 2, tergit 3 med otydliga, ljust rödgula markeringar och tergit 4 till 5 mörka, den främre med ett gult tvärband som inte når kanterna, den bakre med två stora, gula fläckar, som vanligtvis är delvis förenade på mitten. På hanens bakkropp kan tergit 1 ha ett rödaktigt, ofullständigt tvärband, medan tergit 2 har ett gult tvärband som hos honan, tergit 3 har små, gula fläckar på sidorna, och tergit 4 till 6 gula tvärband på mitten, som hos honans 4:e tergit utan att nå kanterna. Honan blir 5,5 till 7,5 mm lång, hanen 5,5 till 7 mm.

## Ekologi
Som alla gökbin bygger arten inga egna bon, utan larven lever som boparasit hos andra solitära bin, där larven lever av det insamlade matförrådet, efter det att värdägget ätits upp eller värdlarven dödats.

## Utbredning
Utbredningsområdet omfattar Indien, Myanmar, Nepal och Sri Lanka.